# Альберто Денегрі
Альберто Луїс Денегрі (ісп. Alberto Luis Denegri) — перуанський футболіст, що грав на позиції півзахисника, зокрема, за клуб «Універсітаріо де Депортес», а також національну збірну Перу. По завершенні ігрової кар'єри — тренер. 

## Клубна кар'єра
Виступав за команду «Універсітаріо де Депортес» з Ліми. 

## Виступи за збірну
1929 року дебютував в офіційних матчах у складі національної збірної Перу. 
У складі збірної був учасником:
чемпіонату Південної Америки 1929 в Аргентині, де зіграв у всіх трьох поєдинках;
чемпіонату світу 1930 року в Уругваї, де зіграв в матчах з Румунією (1:3) і з Уругваєм (0:1);
домашнього чемпіонату Південної Америки 1935, де зіграв у всіх трьох поєдинках і добув разом з командою «бронзу», а також путівку на берлінські ОІ-1936;
Літніх Олімпійських ігор 1936 в Берліні;
Протягом кар'єри у національній команді, яка тривала 7 років, провів у її формі 8 матчів.

### Матчі в складі збірної
1. 3 листопада 1929. Буенос-Айрес, Аргентина. Перу - Аргентина 0:3. Чемпіонат Південної Америки 1929

2. 11 листопада 1929. Буенос-Айрес, Аргентина. Перу - Уругвай 1:4. Чемпіонат Південної Америки 1929

3. 16 листопада 1929. Буенос-Айрес, Аргентина. Перу - Парагвай 0:5. Чемпіонат Південної Америки 1929

4. 14 липня 1930. Монтевідео, Уругвай. Перу - Румунія 1:3. Чемпіонат світу 1930

5. 18 липня 1930. Монтевідео, Уругвай. Перу - Уругвай 0:1. Чемпіонат світу 1930

6. 13 січня 1935. Ліма, Перу. Перу - Уругвай 0:1. Чемпіонат Південної Америки 1935

7. 20 січня 1935. Ліма, Перу. Перу - Аргентина 1:4. Чемпіонат Південної Америки 1935

8. 26 січня 1935. Ліма, Перу. Перу - Чилі 1:0. Чемпіонат Південної Америки 1935

## Кар'єра тренера
Розпочав тренерську кар'єру 1936 року, очоливши тренерський штаб Перу. Тренував команду на чемпіонату Південної Америки 1937 в Аргентині.

## Титули і досягнення
- Бронзовий призер Чемпіонату Південної Америки: 1935